# Vlad V cel Tânăr
Vlad V cel Tânăr (1488 – Bucarest, 23 gennaio 1512), figlio di Vlad Călugărul, fu voivoda (principe) di Valacchia dal 1510 al 1512.

## Biografia
Vlad V "il Giovane" divenne voivoda quando (1510) gli eredi di Vlad l'Impalatore, Mihnea cel Rău e Mircea III Dracul, vennero cacciati. Vlad V aveva circa 22 anni quando prese il potere ma il suo regno durò solo due anni: nel gennaio del 1512 venne spodestato dai ribelli Craiovești, spalleggiati dai turchi di Maometto Bey Mihaloglu. Sconfitto in battaglia presso Bucarest, Vlad venne giustiziato.
Vlad V fu padre di Vlad VII Înecatul.